# Kutsal Damacana 3 – Dracoola
Kutsal Damacana 3 – Dracoola ist eine türkische Horrorkomödie aus dem Jahr 2011. Der Film kam am 21. Januar 2011 in der Türkei in die Kinos. Er ist die zweite Fortsetzung zu Kutsal Damacana aus dem Jahr 2007.

## Inhalt
Vor 600 Jahren sperrte der Gouverneur von Siebenbürgen Kara Fuat den Vampir Vlad ein. Als Vlad später entflieht, möchte er sich an Kara Fuat rächen. Deswegen sucht er den Nachfahren von Fuat und findet dabei Sebahattin. Als junger Autodidakt beginnt Sebahattin als Diener für eine wohlhabende Familie zu arbeiten, wo er eine unerwiderte Liebe zur schönen Tochter der Familie, Demet, entwickelt. Sein platonisches Glück wird jedoch nicht von langer Dauer sein, als er eines Nachts vom legendären Blutsauger Graf Dracula im Dienstbotentrakt des Herrenhauses Besuch bekommt.

## Produktion und Veröffentlichung
Regie führte Korhan Bozkurt. Das Drehbuch schrieb Ahmet Yılmaz. Die Produzenten waren Selin Altınel und Şenol Zencir. Die Musik komponierte Birol Can. Für den Schnitt war Engin Öztürk verantwortlich. Die Kameraführung übernahm Ferhan Akgün. Die Dreharbeiten fanden in Istanbul statt. Kutsal Damacana 3 – Dracoola kam am 21. Januar 2011 in die türkischen Kinos. Der Film startete auf Platz zwei der türkischen Kinocharts mit einem Einspielergebnis von 520.818 US-Dollar am Eröffnungswochenende.

## Rezeption
„Grellbunte, laienhaft gespielte Blödelei, deren alberne Pointen meist ohne Witz auskommen müssen. Unfreiwillig komisch sind allenfalls die deutschen Untertitel.“